# بیکوش
بیکوش (به چکی: Bykoš) یک منطقهٔ مسکونی در جمهوری چک است که در ناحیه بروون واقع شده‌است. بیکوش ۴٫۰۹ کیلومتر مربع مساحت و ۲۲۲ نفر جمعیت دارد و ۳۷۰ متر بالاتر از سطح دریا واقع شده‌است.